# Kamenický Šenov
Kamenický Šenov (deutsch Steinschönau, auch Stein-Schönau) ist eine Stadt des Okres Česká Lípa in der Region Liberec im Norden Tschechiens.

## Geographische Lage

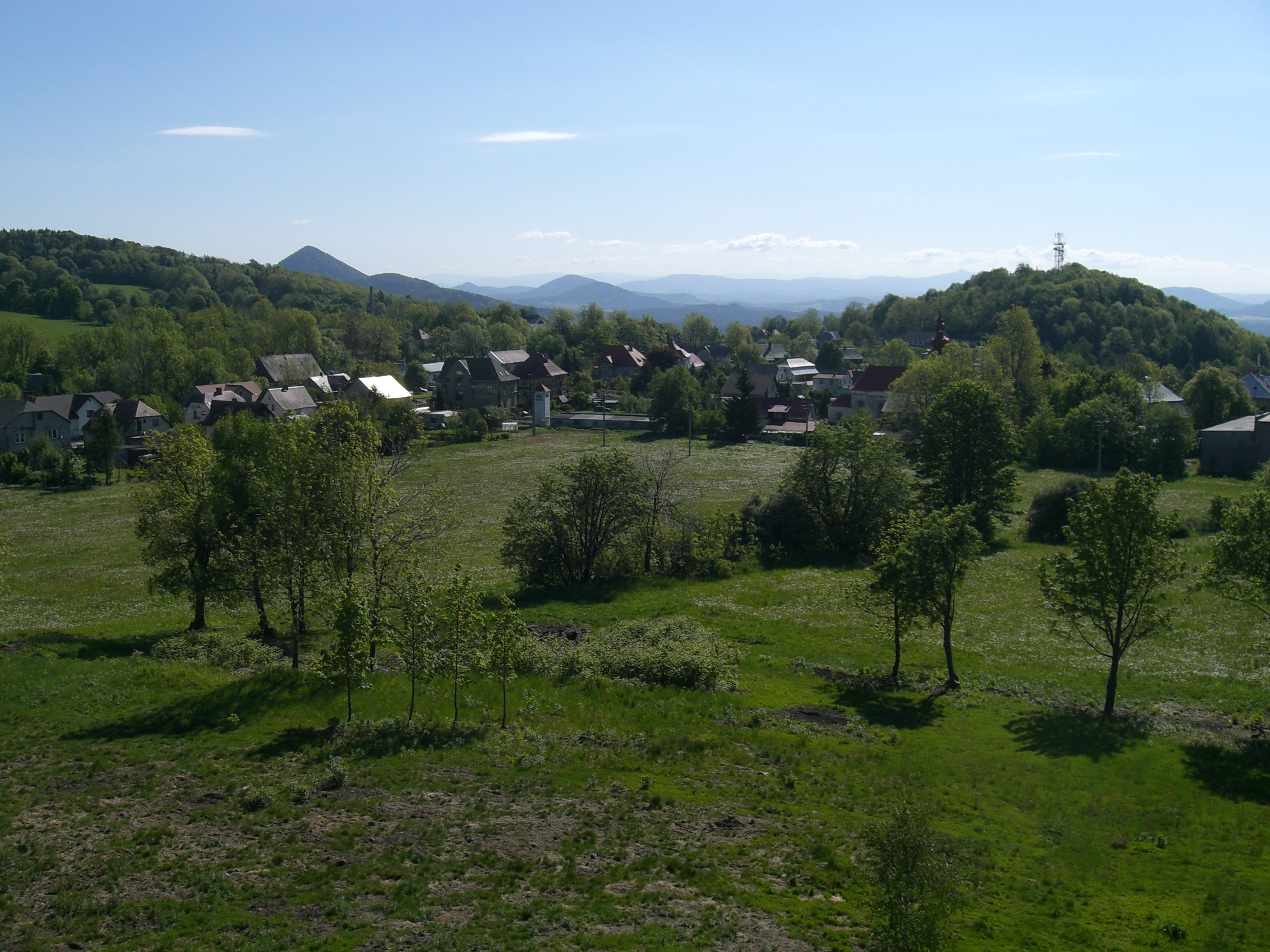
Stadt und Umgebung

Die Stadt liegt in Nordböhmen am Südhang des Lausitzer Gebirges längs dem Šenovský potok (Steinschönauer Bach) zwischen dem Wolfsberg (Kameník) und dem Forst- und Vogelsberg (Smrčník und Šenovský vrch) in einer Höhe von 350 bis 550 Metern.
Östlich des Stadtzentrums befindet sich der Herrenhausberg (595 m) mit malerischem Basaltfelsen.

## Geschichte

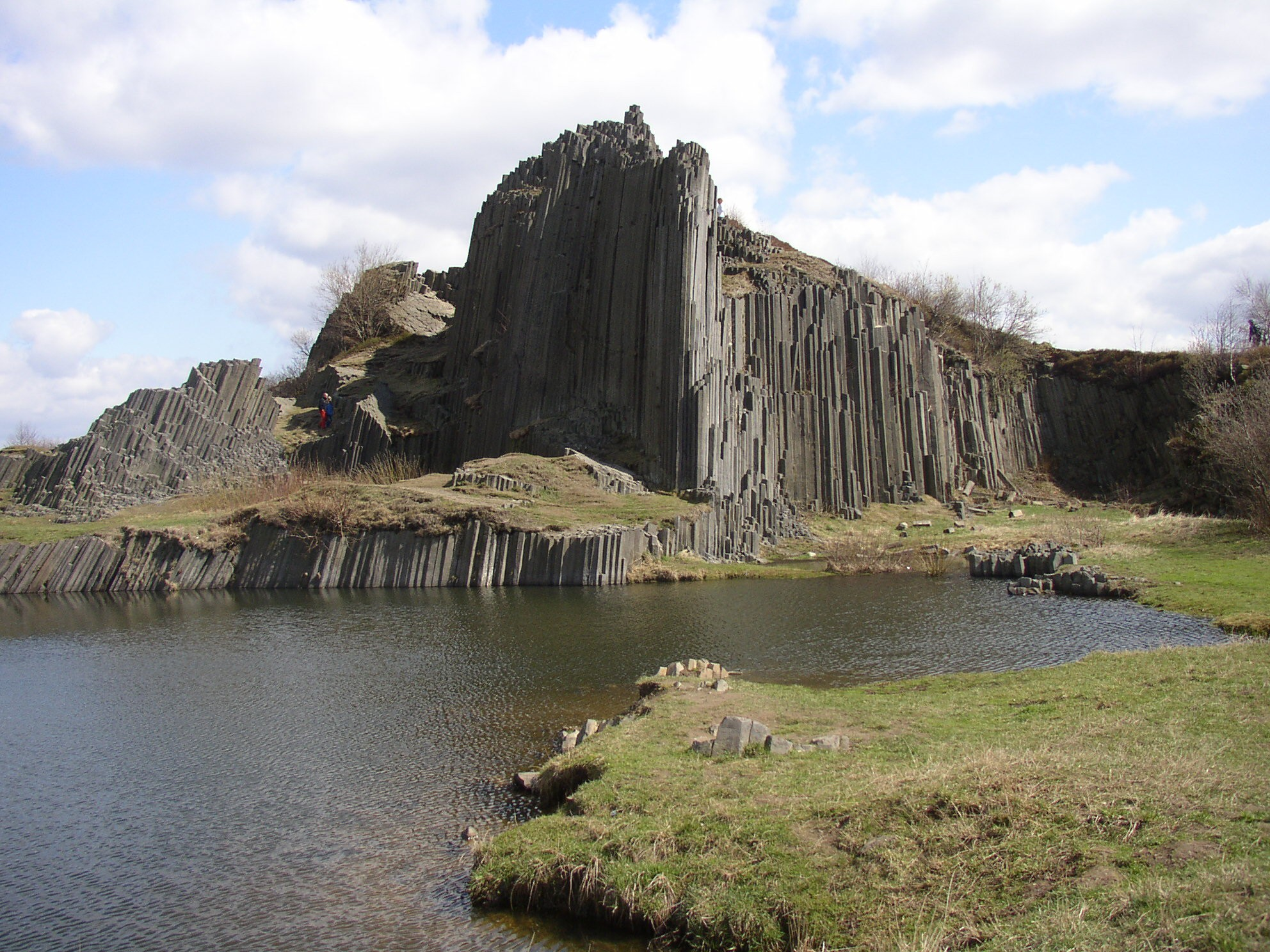
Herrenhaus-Felsen

Die Siedlung wurde im Jahre 1362 erstmals erwähnt und entwickelte sich seit dem 16. Jahrhundert neben Nový Bor zu einem Zentrum der Glasveredelung. Die hier erzeugten Glaswaren wurden bereits im 18. Jahrhundert von einheimischen Händlern europaweit vermarktet.
Im Ortszentrum befindet sich die Kirche des hl. Johannes des Täufers, die 1716–1718 statt der alten hölzernen erbaut und mit sechs Glocken ausgestattet worden war. Eine noch in der ersten Hälfte des 19. Jahrhunderts vorhandene Glocke zeigte den Namen Jakop Heintsch, des letzten protestantischen Pastors, der 1625 mit seinen Glaubensgenossen auswanderte.
Seit 1856 ist hier eine Glasfachschule ansässig, die 1926 mit derjenigen in Haida  zusammengelegt wurde; hier waren in der Zeit bis zum Zweiten Weltkrieg u. a. die Brüder Eiselt tätig.
Die Ortschaft erhielt 1886 durch die Böhmische Nordbahn einen Bahnanschluss von Česká Kamenice und wurde im Jahr 1900 zur Stadt ernannt. Ab 1902 wurde die Strecke durch die Lokalbahn Böhmisch Leipa–Steinschönau bis in die Bezirksstadt Böhmisch Leipa weitergeführt. 1979 wurde der Personenverkehr eingestellt. Auf dem Reststück von Česká Kamenice nach Kamenický Šenov besteht heute eine Museumseisenbahn.
Bis 1945/46 war Stein-Schönau überwiegend deutsch besiedelt. Nach dem Ersten Weltkrieg war die Stadt 1919 der neu geschaffenen Tschechoslowakei angegliedert worden. Aufgrund des Münchner Abkommens gehörte Stein-Schönau von 1938 bis 1945 zum Landkreis Tetschen-Bodenbach, Regierungsbezirk Aussig, im Reichsgau Sudetenland des Deutschen Reichs.

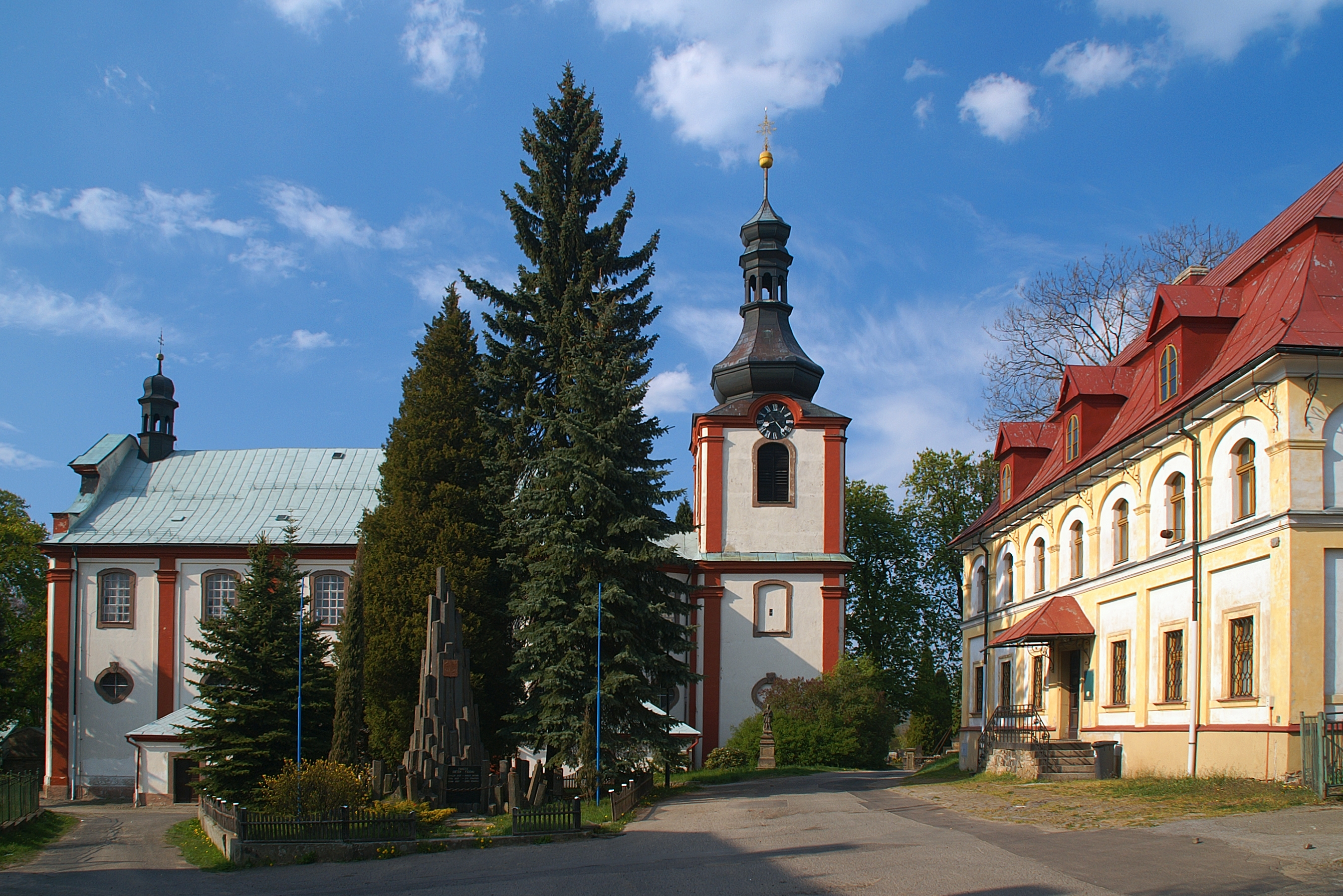
Kirche Johannes der Täufer und ein Gebäude in Stadtmitte (Aufnahme 2007)
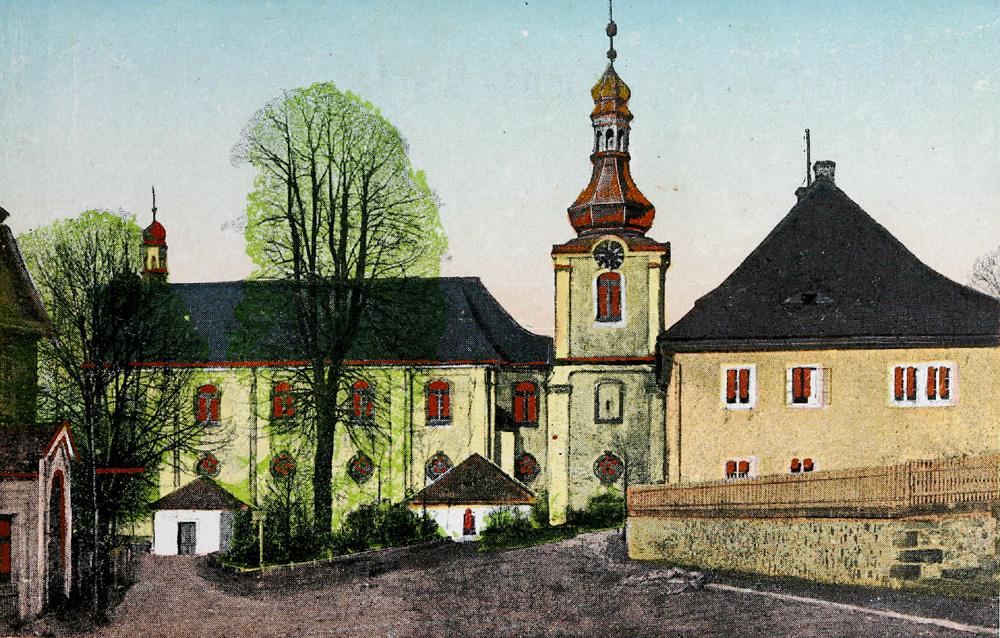
Steinschönau, Kirche und Pfarrhaus (Bildpostkarte, ca. 1920er Jahre)
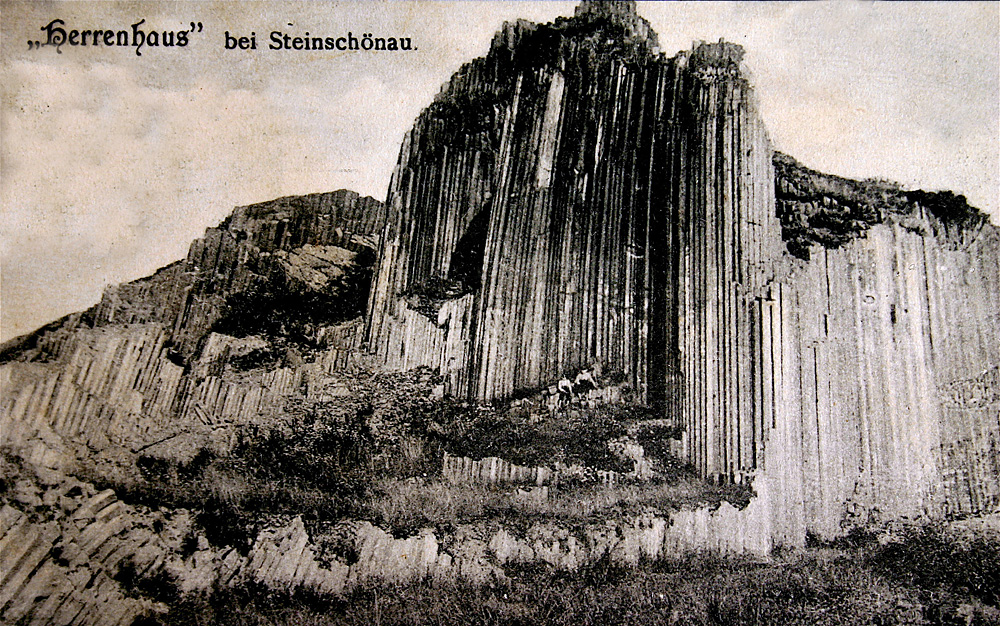
Herrenhaus-Felsen (Bildpostkarte ca. 1920er Jahre)
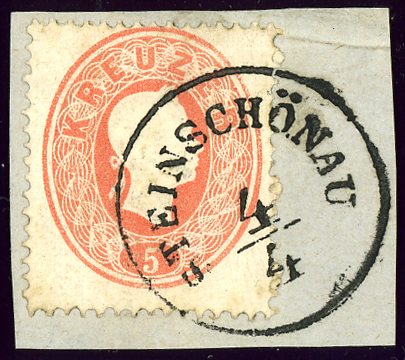
Österreichische 5-Kreuzer-Briefmarke, entwertet um 1875 in STEINSCHÖNAU

Vom 22. September 1944 bis 27. Januar 1945 existierte im Ort ein Außenlager des KZ Flossenbürg, dessen 48 Häftlinge Zwangsarbeit verrichten mussten.
Nach dem Ende des Zweiten Weltkrieges gehörte die Region erneut zur Tschechoslowakei. Aufgrund der Beneš-Dekrete wurden die deutschen Bewohner 1945 enteignet und vertrieben.

### Demographie
Bis 1945 war Stein-Schönau überwiegend von Deutschböhmen besiedelt, die vertrieben wurden.
| Jahr | Einwohner | Anmerkungen         |
| ---- | --------- | ------------------- |
| 1830 | 2228      | in 336 Häusern      |
| 1900 | 5080      | deutsche Einwohner  |
| 1930 | 5340      | davon 4137 Deutsche |
| 1939 | 4919      | [ 8 ]               |

| Jahr      | 1970  | 1980  | 1991  | 2001  | 2003  |
| --------- | ----- | ----- | ----- | ----- | ----- |
| Einwohner | 3 924 | 4 254 | 4 088 | 4 073 | 3 982 |

## Gemeindegliederung
Die Stadt Kamenický Šenov besteht aus den Ortsteilen Kamenický Šenov (Steinschönau) und Prácheň (Parchen), die zugleich auch Katastralbezirke bilden.

## Sehenswürdigkeiten
- Naturdenkmal Herrenhausfelsen (Panská Skála) mit Basaltsäulen bei Prácheň.

## Söhne und Töchter der Stadt
- Georg Franz Kreybich (1662–ca. 1736), Glaswaren-Händler und Autor einer Geschäftsreisen-Schilderung, einer Familienchronik sowie eines Kurzberichts über den Bauernaufstand von 1680 in Böhmen[4][13]
- Franz Jacob Heinrich Kreibich (1759–1833), Kartograph und Naturwissenschaftler
- Ignaz Pallme (1806–1877), Afrikaforscher
- Josef Florian Vogl (1818–1896), böhmischer Politiker, Bürgermeister von Platten und Landtagsabgeordneter
- Franz Albert Bischoff (1864–1929), US-amerikanischer Künstler
- Willibald Franz Kammel (1879–1953), österreichischer Pädagoge und Psychologe
- Leo Kammel (1885–1948), österreichischer Architekt
- Paul Eiselt (1887–1961), Glaskünstler
- Hermann Eiselt (1895–1974), Glaskünstler
- Friedrich Pietsch (1896–1969), deutscher Archivar und Schriftsteller
- Oskar Kromer (1904–1949), Solo-Bratschist und Kapellmeister am Stadtorchester Winterthur
- Conny Palme (1919–2004), deutscher Schauspieler und Theaterregisseur
- Georg Ahne (1921–1983), Prälat, Generalvikar des Bistums Dresden-Meißen
- Kurt Milde (1932–2007), Hochschullehrer und Architekt
- Rudolf Schneider-Manns Au (1935–2023), österreichischer Innenarchitekt und Bühnenbildner
- Joachim Lothar Gartner (* 1945), österreichischer Künstler

## Partnerstädte
- Rheinbach, Deutschland